# Thyre de Danemark
Ne doit pas être confondu avec Thyra de Danemark ou Princesse Thyra de Danemark (1880–1945).
Thyre de Danemark  (Tyri Haraldsdottir, Thyre  et Thyra)  est une princesse danoise du Xe siècle. Selon les sagas elle
fut l'épouse de Styrbjörn Starke prétendant au trône de Suède puis du roi Olaf Ier de Norvège.

## Biographie
Thyre ou Thyra est la fille du roi Harald. Sœur du roi  Svein Forkbeard elle aurait épousé en premières noces le prétendant au trône de suède Styrbjörn le Fort (Styrbjörn Starke), le fils putatif du roi Olof Björnsson.  Styrbjörn Starke meurt lors de la  Bataille de Fýrisvellir (c. 985) près d'Uppsala en combattant pour le trône de suède contre son oncle  Erik Segersäll,.
Selon Snorri Sturluson, elle est ensuite accordée au roi  Burislav, dans le cadre d'un accord de paix avec les Wendes négocié par son frère Sven. En contrepartie de cet accord, Sven  épouse de son côté Świętosława qui est réputée être la sœur de  Burislav. Thyra refuse de partir chez les Wendes épouser un roi « païen et vieux » et lorsque son frère la contraint à rejoindre son époux, elle se laisse mourir de faim et s'enfuit en Norvège. Tyra négocie ensuite elle-même son mariage avec  Olaf Tryggvason ce qui mécontente Sven. Lorsque Olaf l'épouse, Thyra  convainc son nouvel époux d'aller réclamer son douaire à son allié le roi des Wendes et de faire la guerre aux danois. En chemin Olaf tombe dans une embuscade tendue par Sven et ses alliés Olof Skötkonung, roi des suédois, et Éric Håkonsson, Jarl de Lade. La Bataille de Svolder se termine par la mort lors du combat du roi de Norvège (c. 1000). Selon la tradition Tyra se serait alors donné la mort en apprenant la nouvelle de la mort d'Olaf lors de la bataille navale.